# Kispeptin
Kispeptin (ili metastin), je produkt gena . On je ligand G-protein spregnutog receptora . Kiss1 je originalno bio identifikovan kao gen koji kod ćoveka dejstvuje kao supresor metastaze. Taj gen ima sposobnost suzbijanja metastazu melanoma i raka dojke. Kispeptin-GPR54 signalizacija je isto učestvuje u iniciranju  sekrecije u pubertetu.

## Genomika
Kispeptini su familija peptida kodiranih KiSS-1 genom. Ovaj gen je lociran na dugačkoj ruci hromozoma 1 (1q32). On ima četiri eksona od kojih 5' i 3' eksoni su samo delimično translirani. Genski produkt je 145-aminokiselinski prekursorni peptid koji biva skraćen do dužine od 54 aminokiseline, a može da bude i dalje skraćen do 14, 13 ili 10 aminokiselinskog karboksilnog terminalnog fragmenta. Ti N-terminalno skraćeni peptidi su poznati kao kispeptini, i pripadaju većoj familiji peptida poznatih kao RFamidi. Svi oni imaju zajednički arginin-fenilalanin-NH2 motiv at njihovom C-terminusu.

## Literatura
1. ↑  Messager S, Chatzidaki EE, Ma D, Hendrick AG, Zahn D, Dixon J, Thresher RR, Malinge I, Lomet D, Carlton MB, Colledge WH, Caraty A, Aparicio SA (2005). „Kisspeptin directly stimulates gonadotropin-releasing hormone release via G protein-coupled receptor 54”. Proc. Natl. Acad. Sci. U.S.A. 102 (5): 1761—6. PMC 545088 . PMID 15665093. doi:10.1073/pnas.0409330102.
2. ↑  Smith JT, Clifton DK, Steiner RA (2006). „Regulation of the neuroendocrine reproductive axis by kisspeptin-GPR54 signaling”. Reproduction. 131 (4): 623—30. PMID 16595713. doi:10.1530/rep.1.00368.
3. ↑  Dungan HM, Clifton DK, Steiner RA (2006). „Minireview: kisspeptin neurons as central processors in the regulation of gonadotropin-releasing hormone secretion”. Endocrinology. 147 (3): 1154—8. PMID 16373418. doi:10.1210/en.2005-1282.

## Dodatna literatura
- Harms JF, Welch DR, Miele ME (2003). „KISS1 metastasis suppression and emergent pathways.”. Clin. Exp. Metastasis. 20 (1): 11—8. PMID 12650602. doi:10.1023/A:1022530100931.
- Kaiser UB, Kuohung W (2006). „KiSS-1 and GPR54 as new players in gonadotropin regulation and puberty.”. Endocrine. 26 (3): 277—84. PMID 16034182. doi:10.1385/ENDO:26:3:277.
- Nash KT, Welch DR (2006). „The KISS1 metastasis suppressor: mechanistic insights and clinical utility.”. Front. Biosci. 11: 647—59. PMC 1343480 . PMID 16146758. doi:10.2741/1824.
- Tena-Sempere M (2006). „GPR54 and kisspeptin in reproduction.”. Hum. Reprod. Update. 12 (5): 631—9. PMID 16731583. doi:10.1093/humupd/dml023.
- Dhillo WS, Murphy KG, Bloom SR (2007). „The neuroendocrine physiology of kisspeptin in the human.”. Reviews in endocrine & metabolic disorders. 8 (1): 41—6. PMID 17323132. doi:10.1007/s11154-007-9029-1.
- Smith JT, Clarke IJ (2007). „Kisspeptin expression in the brain: catalyst for the initiation of puberty.”. Reviews in endocrine & metabolic disorders. 8 (1): 1—9. PMID 17334929. doi:10.1007/s11154-007-9026-4.
- Lee JH; Miele ME; Hicks DJ;  . (1996). „KiSS-1, a novel human malignant melanoma metastasis-suppressor gene.”. J. Natl. Cancer Inst. 88 (23): 1731—7. PMID 8944003. doi:10.1093/jnci/88.23.1731.
- Lee JH, Welch DR (1997). „Identification of highly expressed genes in metastasis-suppressed chromosome 6/human malignant melanoma hybrid cells using subtractive hybridization and differential display.”. Int. J. Cancer. 71 (6): 1035—44. PMID 9185708. doi:10.1002/(SICI)1097-0215(19970611)71:6<1035::AID-IJC20>3.0.CO;2-B.
- Lee JH, Welch DR (1997). „Suppression of metastasis in human breast carcinoma MDA-MB-435 cells after transfection with the metastasis suppressor gene, KiSS-1.”. Cancer Res. 57 (12): 2384—7. PMID 9192814.
- West A, Vojta PJ, Welch DR, Weissman BE (1999). „Chromosome localization and genomic structure of the KiSS-1 metastasis suppressor gene (KISS1).”. Genomics. 54 (1): 145—8. PMID 9806840. doi:10.1006/geno.1998.5566.
- Yan C, Wang H, Boyd DD (2001). „KiSS-1 represses 92-kDa type IV collagenase expression by down-regulating NF-kappa B binding to the promoter as a consequence of Ikappa Balpha -induced block of p65/p50 nuclear translocation.”. J. Biol. Chem. 276 (2): 1164—72. PMID 11060311. doi:10.1074/jbc.M008681200.
- Ohtaki T; Shintani Y; Honda S;  . (2001). „Metastasis suppressor gene KiSS-1 encodes peptide ligand of a G-protein-coupled receptor.”. Nature. 411 (6837): 613—7. PMID 11385580. doi:10.1038/35079135.
- Muir AI; Chamberlain L; Elshourbagy NA;  . (2001). „AXOR12, a novel human G protein-coupled receptor, activated by the peptide KiSS-1.”. J. Biol. Chem. 276 (31): 28969—75. PMID 11387329. doi:10.1074/jbc.M102743200.
- Kotani M; Detheux M; Vandenbogaerde A;  . (2001). „The metastasis suppressor gene KiSS-1 encodes kisspeptins, the natural ligands of the orphan G protein-coupled receptor GPR54.”. J. Biol. Chem. 276 (37): 34631—6. PMID 11457843. doi:10.1074/jbc.M104847200.
- Hori A; Honda S; Asada M;  . (2001). „Metastin suppresses the motility and growth of CHO cells transfected with its receptor.”. Biochem. Biophys. Res. Commun. 286 (5): 958—63. PMID 11527393. doi:10.1006/bbrc.2001.5470.
- Shirasaki F, Takata M, Hatta N, Takehara K (2001). „Loss of expression of the metastasis suppressor gene KiSS1 during melanoma progression and its association with LOH of chromosome 6q16.3-q23.”. Cancer Res. 61 (20): 7422—5. PMID 11606374.
- Ringel MD; Hardy E; Bernet VJ;  . (2002). „Metastin receptor is overexpressed in papillary thyroid cancer and activates MAP kinase in thyroid cancer cells.”. J. Clin. Endocrinol. Metab. 87 (5): 2399. PMID 11994395. doi:10.1210/jc.87.5.2399.
- Janneau JL; Maldonado-Estrada J; Tachdjian G;  . (2002). „Transcriptional expression of genes involved in cell invasion and migration by normal and tumoral trophoblast cells.”. J. Clin. Endocrinol. Metab. 87 (11): 5336—9. PMID 12414911. doi:10.1210/jc.2002-021093.
- Strausberg RL; Feingold EA; Grouse LH;  . (2003). „Generation and initial analysis of more than 15,000 full-length human and mouse cDNA sequences.”. Proc. Natl. Acad. Sci. U.S.A. 99 (26): 16899—903. PMC 139241 . PMID 12477932. doi:10.1073/pnas.242603899.
- Kisspeptin.org is a dedicated web portal for Kisspeptin researchers. „[Kisspeptin.org]link title”.

## Spoljašnje veze
- KISS1+protein,+human на 